# 3unshine
3unshine（サンシャイン、日光天女）は、中国の女性アイドルグループ。2015年にデビュー。

## 概要
2015年に安徽省亳州市の亳州三中に在学している5人で「Sunshine」としてデビュー。2016年にNancyとCherylが脱退し、「3unshine」と改名。
2018年には、テンセントビデオのオーディション番組「創造101」に出演する。その後、「VOGUE」中国版に特集のページが設けられ、モデルデビューを果たしている。

## メンバー

### 現メンバー
| 名前              | 本名   | 生年月日      | 出身地       |
| ----------------- | ------ | ------------- | ------------ |
| Abby（アビー）    | 吉星月 | 2000年4月17日 | 河南省       |
| Cindy（シンディ） | 范丽娜 | 2000年2月6日  | 安徽省亳州市 |
| Dora（ドラ）      | 王小蝶 | 2000年6月17日 | 安徽省亳州市 |

### 旧メンバー
- Nancy（ナンシー）
- Cheryl（シェリル）

## ディスコグラフィ

### シングル
| 我要做你女朋友              | 2016年6月21日  |
| 朵蜜                        | 2017年5月8日   |
| 小青龙                      | 2017年6月1日   |
| 3Q                          | 2018年5月23日  |
| 你姐                        | 2018年7月17日  |
| 不正确的审美（Cindy Solo）  | 2018年10月19日 |
| 巴拉                        | 2019年1月4日   |
| Bubble Raising（Abby Solo） | 2019年2月26日  |
| 好肉（1号）                 | 2019年4月1日   |
| 好肉（2号）                 | 2019年4月16日  |
| 二次元女孩（Dora Solo）     | 2019年9月4日   |
| Show Myself                 | 2021年1月15日  |

### アルバム
- We Are 3unshine（2019年12月30日）

## 出演
- 創造101（2018年、テンセントビデオ）